# Cylisticus strouhali
Cylisticus strouhali är en kräftdjursart som beskrevs av Borutzkii 1977. Cylisticus strouhali ingår i släktet Cylisticus och familjen Cylisticidae. Inga underarter finns listade i Catalogue of Life.